# Carlo Castelli (generale)
Carlo Maria Luigi Castelli (San Sebastiano da Po, 18 dicembre 1790 – Caracas, 8 febbraio 1860) è stato un generale e rivoluzionario italiano naturalizzato venezuelano.

## Biografia
Carlo Castelli nacque a San Sebastiano da Po il 18 dicembre 1790, figlio di un medico del Piemonte. Fin da giovanissimo si unì all'esercito di Napoleone, in quanto ardente sostenitore degli ideali della rivoluzione francese e del Regno d'Italia bonapartista. Dopo la sconfitta finale dell'Imperatore dei francesi a Waterloo, Castelli lasciò l'Europa e si trasferì in America.
Nel 1815 conobbe Simón Bolívar ad Haiti e da allora lo seguì nella sua lotta per l'indipendenza del Venezuela, facendosi notare per le sue conoscenze militari. Castelli si distinse nella battaglia di Carabobo nel 1821 con il Battaglione di Bravi di Apure in qualità di colonnello comandante di questa unità. Successivamente con il suo battaglione di Cacciatori dell'Occidente si distinse in Colombia, ricevendo gli elogi dello stesso Bolívar.
Dopo l'esilio e la morte di Bolívar nel 1830, fu perseguitato per il suo appoggio al "Libertador" e tornò in Italia, dove sposò Paola Sacchero. Nel 1841 fu il primo promotore dell'emigrazione italiana in Venezuela e trattò per fare arrivare nel paese una nave con 300 italiani, che sfortunatamente affondò nel Mar Mediterraneo appena uscita dal porto di Livorno. Nel 1844 tornò a Caracas con la carica di "Console in Venezuela del Regno di Sardegna" per il re Carlo Alberto di Savoia. Sostenne il primo governo di José Tadeo Monagas nel 1848, anno della sua promozione a generale, e nel 1850 Castelli divenne cittadino venezuelano.
Monagas nominò Castelli ministro di guerra e marina nel 1858 (il generale fu ministro per quattro volte: due come intestatario e due ad interim). La sua ultima azione fu di evitare la guerra civile tra Monagas e Julián Castro durante la cosiddetta rivoluzione di marzo.
Castelli morì a Caracas l'8 febbraio 1860, in parte a causa delle ferite sofferte in combattimento, lasciando una figlia di nome Josefa Castelli Sacchero.
Nel 1876 il presidente Antonio Guzmán Blanco decretò che i suoi resti fossero collocati nel Pantheon Nazionale del Venezuela.

## Eredità
L'eredità di Carlo Castelli, a parte il suo contributo all'indipendenza del Venezuela, si può collocare in due settori:
1. Quello civile. Fu il primo promotore dell'emigrazione italiana in Venezuela. Anche se la maggioranza dei sopravvissuti al naufragio del 1841 rinunciò a completare il viaggio per La Guaira, uno di loro, di nome Domenico Milano, riuscì ad arrivare a Caracas nel 1843. Milano (che era un ingegnere agronomo) fondò i primi "studi agronomi superiori" del Venezuela con lo stabilimento della Scuola Normale di Agricoltura (odierna Facoltà di Agronomia dell'UCV) per la Diputazione Provinciale di Caracas il 9 dicembre 1843.[4]
2. Quello storico-politico. Riuscì a evitare l'inizio della guerra civile in Venezuela, secondo Marisa Vannini, mediando tra Monagas e Julián Castro negli anni '50 del XIX secolo. Alla sua morte scoppiò la Guerra federale e le rivoluzioni con colpi di stato (come il Guzmancismo) che per quasi mezzo secolo paralizzarono la società venezuelana. Alla sua morte, Castelli era l'ultimo "europeo" con alti incarichi in Venezuela cresciuto con gli ideali napoleonici, e nei suoi ultimi anni di vita cercò di mantenere l'unità tra coloro che avevano combattuto per l'indipendenza del Venezuela.